# West Yule River
West Yule River är ett vattendrag i Australien. Det ligger i delstaten Western Australia, omkring 1 200 kilometer norr om delstatshuvudstaden Perth.
Omgivningarna runt West Yule River är i huvudsak ett öppet busklandskap. Trakten runt West Yule River är nära nog obefolkad, med mindre än två invånare per kvadratkilometer. Genomsnittlig årsnederbörd är 562 millimeter. Den regnigaste månaden är januari, med i genomsnitt 276 mm nederbörd, och den torraste är augusti, med 1 mm nederbörd.